# Антонов Сергій Федорович
Сергій Федорович Антонов (12 (25) вересня 1911 , Покровське (Тюменська область), Тобольська губернія  — 28 грудня 1987 , Москва ) — радянський державний діяч, дипломат, міністр промисловості м'ясних і молочних продуктів СРСР, міністр м'ясної і молочної промисловості СРСР, надзвичайний і повноважний посол СРСР в Афганістані. Член Центральної Ревізійної комісії КПРС у 1966—1976 роках. Член ЦК КПРС у 1976—1986 роках. Депутат Верховної Ради СРСР 7—10-го скликань.

## Життєпис
Народився в родині робітника в селі Покровське, тепер Ярковського району Тюменської області, Російська Федерація
Трудову діяльність розпочав у 1928 році робітником Либаєвського маслозаводу Томської спілки молочної кооперації.
У 1928—1931 роках навчався в Курганській школі майстрів маслоробства в селі Чаші Каргопольського району. Потім закінчив короткострокові курси в місті Свердловську.
У 1931—1932 роках — викладач, інструктор виробничого навчання Курганської школи майстрів маслоробства та Чашинського хіміко-технологічного технікуму молочної промисловості.
У 1932—1937 роках — студент Ленінградського інституту інженерів молочної промисловості.
Член ВКП(б) з 1937 року.
У 1937—1939 роках — заступник головного інженера, начальник технічного відділу Головного управління молочної промисловості Народного комісаріату харчової промисловості СРСР.
У 1939—1941 роках — слухач Вищої партійної школи при ЦК ВКП(б).
У 1941—1945 роках — у Червоній армії. У 1941 році — слухач курсів при Військово-Політичній академії РСЧА імені Леніна. У 1941—1944 роках — заступник начальника політичного відділу 2-го Бердичівського піхотного училища. У 1944—1945 роках — старший інструктор політичного відділу Південно-Уральського військового округу.
У січні — квітні 1946 року — головний інженер Головного управління молочної промисловості Народного комісаріату м'ясної і молочної промисловості СРСР. У квітні — вересні 1946 року — секретар комітету ВКП(б) Міністерства м'ясної і молочної промисловості СРСР.
У вересні 1946 — березні 1953 року — заступник міністра м'ясної і молочної промисловості СРСР. Одночасно в травні 1949 — березні 1953 року — начальник Головного управління маслоробної промисловості.
У березні — серпні 1953 року — начальник Головного управління молочної промисловості Міністерства легкої і харчової промисловості СРСР. У серпні 1953 — березні 1954 року — начальник Головного управління молочної промисловості Міністерства промисловості продовольчих товарів СРСР.
У березні — квітні 1954 року — завідувач відділу промисловості продовольчих товарів Ради міністрів СРСР.
17 квітня 1954 — 10 травня 1957 року — міністр промисловості м'ясних і молочних продуктів СРСР.
У червні 1957 — лютому 1958 року — заступник голови Ради народного господарства (раднаргоспу) Московського міського економічного адміністративного району.
У лютому 1958 — червні 1960 року — радник-посланник посольства СРСР у Китайській Народній Республіці.
5 червня 1960 — 8 жовтня 1965 року — надзвичайний і повноважний посол СРСР в Афганістані.
2 жовтня 1965 — 12 січня 1984 року — міністр м'ясної і молочної промисловості СРСР.
З січня 1984 року — персональний пенсіонер союзного значення в Москві.
Помер 28 грудня 1987 року. Похований в Москві на Кунцевському цвинтарі ділянка 10.

## Нагороди і звання
- два ордени Леніна (1971, 24.09.1981)
- орден Жовтневої Революції (1976)
- два ордени Трудового Червоного Прапора (1961, 1965)
- два ордени Афганістану (1964, 1965)
- медалі
- надзвичайний і повноважний посол СРСР